# Eido
Eido är ett släkte av fjärilar. Eido ingår i familjen praktmalar, Oecophoridae.

## Dottertaxa tillEido, i alfabetisk ordning[1]
- Eido acrophaea
- Eido adocima
- Eido aleuritis
- Eido aneusema
- Eido anisochroa
- Eido autogramma
- Eido chersodes
- Eido cirrhopis
- Eido citritis
- Eido clavata
- Eido conia
- Eido dolicha
- Eido eburnea
- Eido eucryphaea
- Eido fuliginosa
- Eido fumea
- Eido galactina
- Eido hemiochra
- Eido hermatopis
- Eido homoconia
- Eido hyperopta
- Eido lathraea
- Eido lenita
- Eido liquida
- Eido nephelissa
- Eido ochrocrana
- Eido phaeopasta
- Eido phaulostola
- Eido piodes
- Eido polytypa
- Eido psammophanes
- Eido silvicola
- Eido tetraspila